# Provincia di Albenga
La provincia di Albenga era un ente locale del Regno di Sardegna, con capoluogo Albenga. Secondo la struttura amministrativa sabauda preunitaria, corrispondeva al livello denominato in Francia come Arrondissement. Con il Decreto Rattazzi del 1859 assunse il nuovo nome di Circondario di Albenga ed in tale veste, e nel Regno d'Italia, esistette fino al 1926 quando fu inglobato nel circondario di Savona.

## Storia

### Nascita dell'istituzione
La provincia divenne pienamente operativa il 1º gennaio 1819, in virtù degli effetti della riorganizzazione amministrativa del Regno sancita il 10 novembre 1818.
Con il passaggio della Liguria nel Regno di Sardegna dal 1815 si rese quindi necessaria una nuova divisione dei territori savonesi della Riviera di Ponente, con l'istituzione delle due province di Albenga e di Savona.

### La Legge Rattazzi ed il nuovo circondario di Albenga
La Legge 23 ottobre 1859 n. 3702, anche nota come Decreto Rattazzi dal promotore ministro dell'Interno Urbano Rattazzi, riorganizzò l'organizzazione amministrativa del Regno di Sardegna, ridenominando come Province le Divisioni, e come Circondari le vecchie Province. La provincia ingauna divenne quindi il circondario di Albenga (avente gli stessi confini amministrativi) all'interno della Provincia di Genova.

### Suddivisione amministrativa all'atto dell'istituzione (1819)
Il territorio della provincia di Albenga confinava ad ovest con la provincia di Oneglia (nella divisione di Nizza), a nord con la provincia di Cuneo (nell'omonima divisione), ad est con la provincia di Savona. Amministrativamente comprendeva quella parte del territorio savonese costiero tra il Capo Noli, a nord, e il Capo del Cervo nella zona a sud, lungo le zone geografiche del Finalese, dell'alta val Bormida, della val Merula, della val Maremola, della val Varatella, e la piana di Albenga.
Faceva parte della Divisione di Genova del Regno di Sardegna ed era suddivisa nei seguenti mandamenti:
- mandamento I di Albenga
  - Albenga, Arnasco, Borghetto Santo Spirito, Campochiesa, Castelbianco, Castelvecchio, Cenesi, Ceriale, Cisano, Erli, Garlenda, Nasino, Onzo, Ortovero, Vendone, Villanova, Zuccarello
- mandamento II di Calizzano
  - Bardineto, Calizzano, Massimino
- mandamento III di Andora
  - Andora, Casanova, Stellanello, Testico, Vellego
- mandamento IV di Finalborgo
  - Calice, Calvisio, Feglino, Finalborgo, Finalmarina, Finalpia, Gorra, Orco, Perti, Rialto, Varigotti, Verzi
- mandamento V di Pietra
  - Bardino Nuovo, Bardino Vecchio, Borgio, Giustenice, Magliolo, Pietra, Ranzi, Tovo, Verezzi, Verzi
- mandamento VI di Alassio
  - Alassio, Laigueglia
- mandamento VII di Loano
  - Balestrino, Boissano, Carpe, Loano, Toirano